# John Amadu Bangura
John Amadu Bangura (Kalangba, 8 de março de 1930 - Freetown, 29 de março de 1970) é um militar e político de Serra Leoa que serviu como Chefe do Estado-Maior de Defesa das Forças Armadas de Serra Leoa de 1968 a 1970. Antes disso, em 1967, serviu como Embaixador de Serra Leoa nos Estados Unidos. Foi o Governador-Geral interino de Serra Leoa de 18 de abril de 1968 a 22 de abril de 1968. Liderou o Golpe dos Sargentos em 1968, que restabeleceu o regime civil no país.

## Vida
Nasceu em uma pequena cidade na Província do Norte, sua família pertence ao grupo étnico loko.
Recebeu uma boa educação, nomeadamente na Escola Central de Koyeima e na conceituada Bo Government School, onde concluiu os estudos secundários em 1949. Bangura ingressou então na escola militar onde concluiu com sucesso o curso, o que lhe permitiu estudar na Real Academia Militar de Sandhurst na Inglaterra. Serviu nas tropas de manutenção da paz da ONU no Congo no início da década de 1960 e foi promovido a coronel. No entanto, em 1967, Bangura foi acusado de motim e aprisionado. Libertado no mesmo ano, tornou-se diplomata em Washington. Durante o tempo de sua embaixada, um governo militar, o Conselho Nacional de Reforma, assumiu o poder em Serra Leoa. John Bangura juntou-se então aos opositores da junta reunidos na Guiné. Em Abril de 1968, quando a junta militar caiu, Bangura liderou o governo provisório.
Assegurou o regresso de Siaka Stevens e do partido que tinha vencido as eleições um ano antes da tomada de poder pelos militares. Permaneceu chefe do exército até março de 1971, altura em que foi preso e acusado de sedição contra o governo. Ele foi executado em 29 de março de 1970 na prisão de Pademba Road, em Freetown, por motim e traição.